# A Thousand Suns
A Thousand Suns è il quarto album in studio del gruppo musicale statunitense Linkin Park, pubblicato il 14 settembre 2010 dalla Warner Bros. Records.
Prodotto da Rick Rubin e dal rapper del gruppo, Mike Shinoda, A Thousand Suns è un concept album incentrato sulle paure dell'uomo, come ad esempio la guerra nucleare. L'album ha venduto circa 3 milioni di copie in tutto il mondo.

## Registrazione
Le registrazioni di A Thousand Suns sono cominciate nel 2008, mentre il gruppo era ancora impegnato a promuovere il terzo album Minutes to Midnight. Come quanto operato con lo stesso Minutes to Midnight, il rapper e polistrumentista del gruppo Mike Shinoda e Rick Rubin si sono occupati dell'intero processo di registrazione, le quali si sono tenute presso l'NRG Recording Studios di North Hollywood, in California; della registrazione aggiuntiva è stata effettuata presso gli Stockroom, la casa del DJ del gruppo, Joe Hahn, i Chung King di New York, i Sono Records Studio di Nouzov (Repubblica Ceca) e i Tritonus di Berlino (Germania).

Nel novembre 2008 il cantante Chester Bennington ha spiegato che il quarto album in studio del gruppo sarebbe stato un concept album, affermando che «sembrava assai scoraggiante per me [e] pensavo che il mio livello di fiducia scendesse, ma quando [l'idea] ci era stata presentata da questo nostro amico, l'avevamo apprezzata. Era un'idea ispiratrice ed era qualcosa che potevamo raccontare attraverso la composizione di un sacco di cose che ci piace scrivere». Nel maggio 2009 Shinoda ha fornito aggiornamenti relativi alla composizione, affermando di sentirsi come se «avessimo scritto un sacco. Direi che abbiamo circa la metà della musica completata, sebbene non dovrei dire [di essere a] metà strada perché chissà quanto tempo prenderà il prossimo gruppo di brani». Il rapper ha inoltre spiegato la sperimentazione a cui il gruppo sta lavorando:

Nel corso del 2009 Bennington ha continuato a contribuire per l'album nonostante fosse impegnato con il suo progetto parallelo Dead by Sunrise nella promozione dell'album in studio di questi ultimi, Out of Ashes; lo stesso cantante, intervistato da MTV, ha spiegato che i Linkin Park hanno proseguito sull'idea della composizione di un concept album, affermando che «potremo aver bisogno giusto di realizzare un album e provare ancora a fare un concept [album] ma [abbiamo scoperto] un modo per farlo senza aspettare altri cinque o sei anni per buttare fuori un disco, per provare a tirar fuori tutta la follia grandiosa a cui stiamo pensando di fare». Durante il mese di agosto 2010 il bassista Phoenix ha predetto che i fan del gruppo si sarebbero divisi con A Thousand Suns, spiegando di essere al corrente del fatto che il quarto album sarebbe risultato diverso da quanto svolto in precedenza e «se i fan si aspettavano [un album simile a] Hybrid Theory o a Meteora, saranno sorpresi. La gente prenderà del tempo per scoprirlo e sapere cosa farci con esso». Il batterista Rob Bourdon ha invece ammesso che la realizzazione di A Thousand Suns è stata una sfida da completare:
Shinoda, giudicando A Thousand Suns, ha negato che lo stesso si tratti di un vero e proprio concept album, spiegando che non presenta alcuna storia e che risulta «più astratto» rispetto a molti altri concept album.

## Stile e composizione
In un'intervista concessa a IGN nel giugno 2009, Shinoda ha rivelato che, rispetto al precedente Minutes to Midnight, l'album avrebbe presentato un enorme «filo di coerenza» e che sarebbe risultato molto sperimentale e «auspicabilmente più d'avanguardia».

Alcuni recensori hanno notato l'utilizzo da parte del gruppo di svariati generi per A Thousand Suns, tra cui il rock sperimentale, elettronico e alternativo, l'industrial rock e il rap rock. Christopher R. Weingarten di The Village Voice ha paragonato l'album a OK Computer dei Radiohead, notando come i Linkin Park abbiano inglobato numerosi stili ed elementi musicali al suo interno, commentando che il gruppo ha «affondato i loro pedali di distorsione in un oblio di gara, abbracciando influenze del vocoder di Imogen Heap, i dolci sintetizzatori dei Yeasayer e il rap post-apocalittico di El-P». Jordy Kasko di Review Rinse Repeat ha paragonato lo stile del disco a quello di The Dark Side of the Moon dei Pink Floyd e a Kid A dei Radiohead. Dello stesso pensiero anche James Montgomery di MTV, che ha paragonato l'album a Kid A a causa dello scarso utilizzo delle chitarre, evidenziando lo stile completamente differente rispetto alle precedenti pubblicazioni dei Linkin Park e il messaggio lasciato dall'album, descritto da Montgomery:

Secondo Hahn il titolo dell'album è una citazione del poema religioso Bhagavadgītā, in particolare alla frase «Se la luce di mille soli divampasse nel cielo, sarebbe come lo splendore dell'Onnipotente», resa celebre da J. Robert Oppenheimer in riferimento alla bomba atomica. I Linkin Park stessi hanno affermato che i commenti di Oppenheimer riguardo alla bomba atomica sono stati influenti per le tematiche apocalittiche di A Thousand Suns, come descritto nella nota introduttiva del libretto dell'album:
Rispetto a Minutes to Midnight, in A Thousand Suns è presente un maggior contributo vocale di Shinoda, mentre le parti di chitarra sono state posizionate più in secondo piano. Shinoda rappa nei brani When They Come for Me, Waiting for the End e Wretches and Kings, cantando (principalmente nelle strofe) in gran parte dei restanti brani, come Burning in the Skies, Blackout o The Catalyst, quest'ultimo caratterizzato da un cantato simultaneo sia di Shinoda sia di Bennington. I due frontman cantano insieme anche in Jornada del muerto e in Robot Boy, mentre il brano Iridescent è caratterizzato da una sezione centrale che vede cantare tutti i sei componenti del gruppo. Shinoda è inoltre l'unico responsabile di tutte le parti di chitarra, con Delson che si è occupato di altra strumentazione.
All'interno dell'album appaiono anche alcuni campionamenti tratti da discorsi di tre note figure politiche: J. Robert Oppenheimer (ascoltabile in The Radiance), Martin Luther King (in Wisdom, Justice, and Love) e Mario Savio, il cui discorso è presente all'inizio e alla fine del decimo brano Wretches and Kings. Lo stesso Wretches and Kings è un omaggio del gruppo ai Public Enemy: secondo quanto affermato da Shinoda, in un'intervista concessa a NME, è presente «un omaggio a Chuck D. Probabilmente, è il brano più hip hop dell'album, nonché uno dei più aggressivi... I Public Enemy sono stati tridimensionali con le loro pubblicazioni perché, sebbene politici, ci sono un gran numero di altre tematiche nascoste in essi. Ciò mi ha fatto riflettere su quanto volessi il nostro album tridimensionale, senza imitarli per forza e mostrando dove siamo a livello di creatività». Ian Winwood di Kerrang! ha notato che, nello specifico, Wretches and Kings fa riferimento al brano Fight the Power dei Public Enemy.
Bennington ha invece evidenziato come nell'album ci siano brani caratterizzati da elementi che il gruppo «non ha mai provato precedentemente», sebbene alcuni brani richiamano il classico stile dei Linkin Park, come «unire l'hip hop con un ritornello rock».

## Promozione

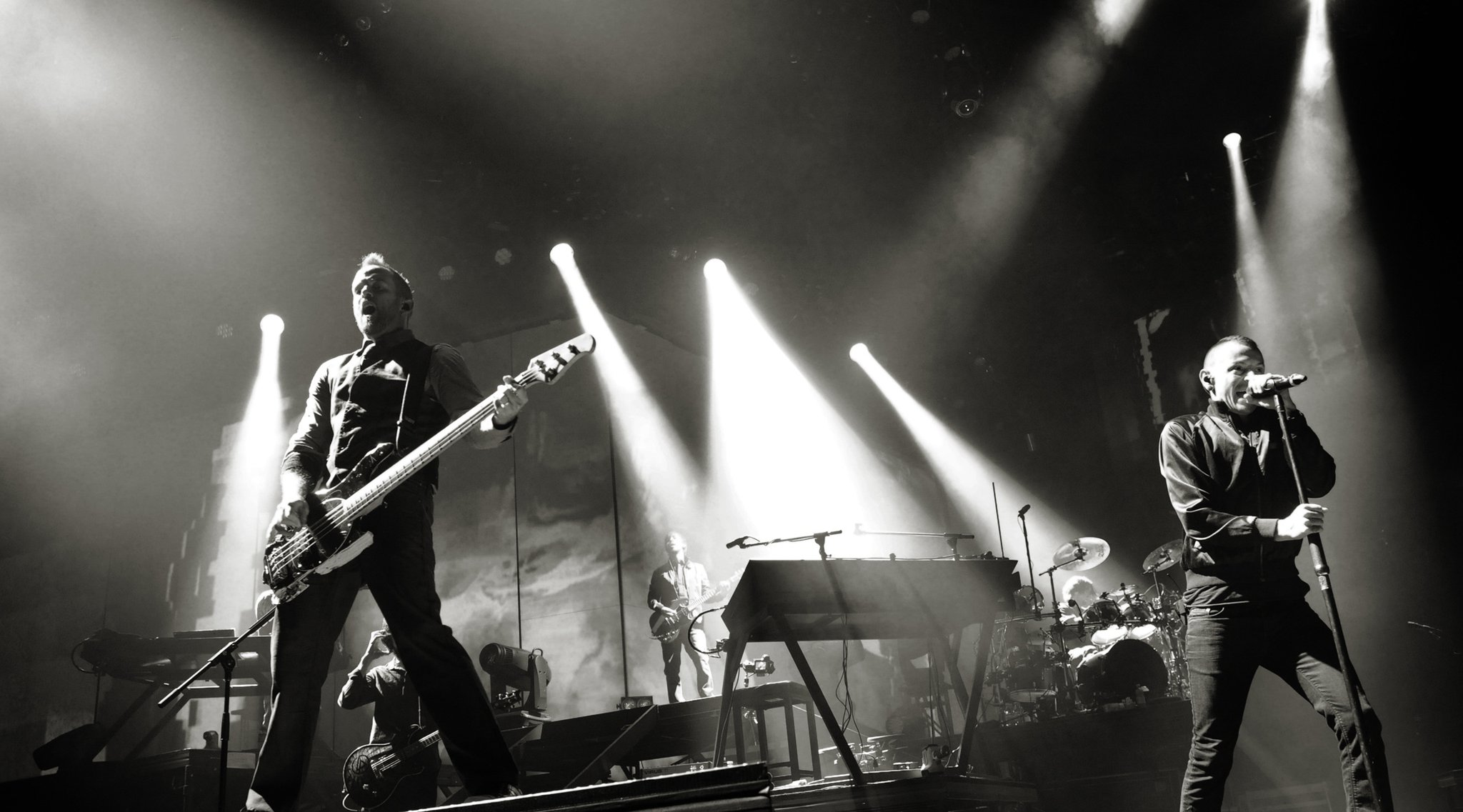
I Linkin Park in concerto a Berlino nel corso dellA Thousand Suns World Tour

A Thousand Suns è stato ufficialmente annunciato dai Linkin Park attraverso un comunicato pubblicato l'8 luglio 2010, nel quale è stato annunciato anche il singolo apripista dell'album, The Catalyst. Per quest'ultimo, il gruppo ha lanciato attraverso Myspace il concorso "Linkin Park, Featuring You", durato dal 9 al 25 luglio e nel quale i fan hanno potuto scaricare e remixare parti del brano. Il vincitore è stato il polacco Czeslaw "NoBraiN" Sakowski, il cui remix è stato inserito come traccia multimediale in alcune edizioni dell'album, oltreché come singolo digitale nell'iTunes Store giapponese. Sakowski ha inoltre contribuito all'album con della programmazione aggiuntiva nel finale di When They Come for Me. Gli altri venti remix selezionati dal gruppo sono stati inizialmente considerati per un futuro utilizzo come b-side o download online: due di questi (ad opera di DIGITALOMAT e di ill Audio) sono stati pubblicati per il download gratuito sul sito dei Linkin Park, altri due (realizzati da DJ Endorphin e Cale Pellick) sono stati inseriti nella seconda versione digitale di The Catalyst, mentre il remix di Keaton Hashimoto è stato inserito in Download to Donate for Haiti V2.0. Per The Catalyst è stato inoltre realizzato un video musicale, diretto dal DJ del gruppo, Joe Hahn, e pubblicato il 26 agosto 2010. Il 2 settembre è stato reso disponibile per il download gratuito il brano Wretches and Kings a tutti coloro che hanno preordinato l'album attraverso il sito ufficiale del gruppo, mentre sei giorni più tardi sono stati resi disponibili in streaming i brani Waiting for the End e Blackout attraverso Myspace.
L'intero audio dell'album è stato presentato per la prima volta al Music Box Theater di Hollywood il 7 settembre 2010, per poi venire pubblicato ufficialmente il 10 settembre in Austria, Germania e Svizzera e il 14 dello stesso mese negli Stati Uniti. Il 24 novembre 2010 è stata pubblicata per il solo mercato giapponese la Gunpla 30th Edition, mentre il 5 marzo 2011 è stata annunciata l'uscita di A Thousand Suns +, un'edizione speciale dell'album costituita da un DVD aggiuntivo con il concerto del gruppo tenutosi a Madrid il 7 novembre 2010 in occasione degli MTV Europe Music Awards. Tale versione è stata pubblicata in aprile in Australia e in Giappone e a inizio giugno anche in Europa. Per la promozione dell'album, i Linkin Park hanno tenuto l'A Thousand Suns World Tour, iniziato il 7 ottobre 2010 e terminato il 25 settembre 2011; tra le varie date del tour è presente il sopracitato concerto tenuto a Madrid e quello tenuto nel luglio 2011 all'iTunes Festival, quest'ultimo parzialmente pubblicato nell'EP iTunes Festival: London 2011.
Il gruppo ha inoltre promosso A Thousand Suns grazie all'inserimento di alcuni brani in vari videogiochi. Hahn ha rivelato che The Catalyst sarebbe stato incluso in Medal of Honor, mentre la Warner Music Japan ha annunciato che il brano sarebbe stato incluso come tema principale del videogioco Mobile Suit Gundam: Extreme Vs.. Il brano Blackout è stato invece incluso in FIFA 11, mentre Wretches and Kings è presente nel trailer di EA Sports MMA. All'interno del videogioco Guitar Hero: Warriors of Rock è stato incluso un pacchetto scaricabile denominato Linkin Park Track Pack e comprendente sei brani dell'album: Burning in the Skies, Waiting for the End, Blackout, Wretches and Kings, The Catalyst e The Messenger. L'11 gennaio 2011 un altro pacchetto di brani dei Linkin Park (nel quale è presente Waiting for the End tra i brani di A Thousand Suns) è stato pubblicato per il videogioco Rock Band, mentre un remix di Blackout realizzato da Renholdër è stato inserito nella colonna sonora del film Underworld - Il risveglio.
Da A Thousand Suns sono stati estratti altri tre singoli accompagnati dai rispettivi video musicali: Waiting for the End, Burning in the Skies e Iridescent. Pubblicato il 1º ottobre 2010, Waiting for the End è stato promosso da un video musicale diretto da Hahn e presentato l'8 dello stesso mese, nonché dalle esecuzioni dello stesso agli MTV Europe Music Awards 2010 e al programma televisivo Saturday Night Live. Burning in the Skies è stato annunciato da Shinoda il 24 febbraio 2011 come singolo internazionale, data nel quale è stato presentato il video; la commercializzazione del singolo è invece avvenuta il 23 marzo dello stesso anno. Il 13 aprile 2011 Shinoda ha annunciato l'uscita di Iridescent come terzo singolo statunitense e quarto internazionale, spiegando che una versione remixata sarebbe stata inclusa nel film Transformers 3; tale versione è stata eseguita dal gruppo alla prima del film presso la Piazza Rossa di Mosca (Russia) il 23 giugno 2011.

## Accoglienza
A Thousand Suns ha ricevuto critiche positive dalla stampa specializzata, con Metacritic che ha assegnato un punteggio medio di 66/100, pari a giudizi generalmente favorevoli.
Rick Florino di Artistdirect ha dato all'album il punteggio massimo, scrivendo che «dopo A Thousand Suns, buona parte della scena rock si potrà attenere a quanto fatto dai Linkin Park», attribuendogli la capacità di creare un proprio genere. Anche Ian Winwood di Kerrang! ha assegnato il punteggio massimo al disco, definendolo «un buon album politico» ed elogiando i testi, in quanto «rispecchiano esattamente i sentimenti del gruppo in fase di composizione», paragonandolo nelle intenzioni all'album dei Public Enemy Fear of a Black Planet del 1990. Dave De Sylvia di Sputnikmusic lo ha ritenuto «un album rock fatto a regola d'arte», ritenendolo musicalmente superiore al precedente Minutes to Midnight, ma lontano dalla forza interpretativa dell'album di debutto Hybrid Theory. Johan Wippsson di Melodic ha riconosciuto «l'abilità [del gruppo] di creare un suono unico e piacevole», ritenendo innovativi i brani Blackout e When They Come for Me.
In una recensione mista, David Buchanan di Consequence ha dato tre stelle e mezzo su cinque all'album, dicendo che «qualcuno non amerebbe la leggerezza del disco, il passaggio a sonorità vicine a brani tipicamente radiofonici; c'è stata sicuramente un'evoluzione nel modo di comporre e di apparire, sia nella copertina che nella videografia, ma in essenza il gruppo ha saputo padroneggiare simili cambiamenti».
Ian Winwood di BBC, nel recensire il seguente album Living Things, apprezzò A Thousand Suns e lo ritenne «un coraggioso tentativo di competizione, in veste diversa, con la fortuna commerciale dei primi due album».

## Tracce
Testi di Mike Shinoda e Chester Bennington, musiche dei Linkin Park, eccetto dove indicato.
1. The Requiem – 2:01
2. The Radiance – 0:57
3. Burning in the Skies – 4:13
4. Empty Spaces – 0:18
5. When They Come for Me – 4:53
6. Robot Boy – 4:29
7. Jornada del muerto – 1:34
8. Waiting for the End – 3:51
9. Blackout – 4:39
10. Wretches and Kings – 4:10
11. Wisdom, Justice, and Love – 1:38 (Linkin Park, Martin Luther King, Jr.)
12. Iridescent – 4:56
13. Fallout – 1:23
14. The Catalyst – 5:39
15. The Messenger – 3:01

Traccia multimediale nelle edizioni Best Buy e HMV
1. The Catalyst (NoBraiN Remix) – 4:22

Traccia bonus nell'edizione giapponese
1. New Divide (Live) – 4:54

Tracce bonus nell'edizione digitale
1. New Divide (Live in Madrid) – 4:35
2. Waiting for the End (Live in Madrid) – 4:04
3. Breaking the Habit (Live in Madrid) – 4:00
4. The Catalyst (Live in Madrid) – 5:57
5. In the End (Live in Madrid) – 3:48
6. What I've Done (Live in Madrid) – 3:32

Tracce bonus nell'edizione deluxe digitale di iTunes
1. A Thousand Suns: The Full Experience – 47:56 – disponibile solo in fase di pre-ordine
2. The Catalyst (Video) – 4:43
3. Blackbirds (From the 8-Bit Rebellion! App) – 3:21

Tracce bonus nella riedizione deluxe di iTunes del 2013
1. Blackbirds – 3:21
2. The Catalyst (Video) – 4:43
3. Waiting for the End (Video) – 3:54

DVD bonus presente nell'edizione speciale
1. Meeting of A Thousand Suns – 29:46

Live from Madrid – DVD bonus presente in A Thousand Suns +
1. The Requiem – 1:37
2. Wretches and Kings – 4:25
3. Papercut – 3:18
4. New Divide – 4:30
5. Faint – 4:08
6. Empty Spaces/When They Come for Me – 5:31
7. Waiting for the End – 3:52
8. Iridescent – 5:01
9. Numb – 3:10
10. The Radiance – 1:49
11. Breaking the Habit – 3:59
12. Shadow of the Day – 5:14
13. Fallout – 1:25
14. The Catalyst – 6:10
15. The Messenger – 3:40
16. In the End – 3:28
17. What I've Done – 3:32
18. Bleed It Out/A Place for My Head – 5:05 (A Place for My Head: Linkin Park, Mark Wakefield)

## Formazione
Hanno partecipato alle registrazioni, secondo le note di copertina:
Gruppo
- Chester Bennington – voce, percussioni (tracce 5 e 9)
- Rob Bourdon – batteria, cori
- Brad Delson – tastiera, campionatore, cori, megafono (tracce 4 e 5), percussioni (tracce 5, 9 e 14), chitarra acustica (traccia 15)
- Phoenix – basso, cori
- Joe Hahn – giradischi, campionatore, programmazione, cori
- Mike Shinoda – voce, rapping, chitarra, pianoforte, tastiera, campionatore, programmazione, vocoder (tracce 1 e 13)

Altri musicisti
- Czeslaw "NoBraiN" Sakowski – programmazione aggiuntiva (finale traccia 5)

Produzione
- Rick Rubin – produzione
- Mike Shinoda – produzione, ingegneria del suono, montaggio Pro Tools, direzione creativa
- Ethan Mates – ingegneria del suono, montaggio Pro Tools
- Josh Newell – ingegneria del suono, montaggio Pro Tools
- Brad Delson – montaggio Pro Tools aggiuntivo
- Neal Avron – missaggio
- Nicolas Fournier – assistenza al missaggio
- Vlado Meller – mastering
- Mark Santangelo – assistenza al mastering
- Frank Maddocks – direzione creativa, direzione artistica, grafica
- Ellen Wakayama – direzione creativa
- Joe Hahn – direzione creativa
- Josh Vanover – direzione creativa, copertina

## Successo commerciale
A Thousand Suns venne inserito nella speciale classifica 20 Best Albums of 2010 (i 20 migliori album del 2010) stilata da MTV ed è stato certificato disco d'oro e disco di platino in varie nazioni. Ha debuttato al primo posto nella classifica Billboard 200 vendendo 241 000 copie nella prima settimana.
Al 2012 il disco ha venduto oltre 850 000 copie solo negli Stati Uniti.

## Classifiche

### Classifiche settimanali
| Classifica (2010)          | Posizione massima |
| -------------------------- | ----------------- |
| Australia                  | 1                 |
| Austria                    | 1                 |
| Belgio (Fiandre)           | 2                 |
| Belgio (Vallonia)          | 4                 |
| Canada                     | 1                 |
| Danimarca                  | 2                 |
| Europa                     | 1                 |
| Finlandia                  | 6                 |
| Francia                    | 4                 |
| Germania                   | 1                 |
| Giappone                   | 2                 |
| Grecia                     | 2                 |
| Irlanda                    | 3                 |
| Italia                     | 1                 |
| Messico                    | 28                |
| Norvegia                   | 4                 |
| Nuova Zelanda              | 1                 |
| Paesi Bassi                | 7                 |
| Polonia                    | 2                 |
| Portogallo                 | 1                 |
| Regno Unito                | 2                 |
| Regno Unito (rock & metal) | 1                 |
| Repubblica Ceca            | 1                 |
| Russia                     | 3                 |
| Spagna                     | 3                 |
| Stati Uniti                | 1                 |
| Stati Uniti (alternative)  | 1                 |
| Stati Uniti (hard rock)    | 1                 |
| Stati Uniti (rock)         | 1                 |
| Svezia                     | 5                 |
| Svizzera                   | 1                 |
| Ungheria                   | 3                 |

### Classifiche di fine anno
| Classifica (2010)         | Posizione |
| ------------------------- | --------- |
| Australia                 | 33        |
| Austria                   | 10        |
| Belgio (Vallonia)         | 92        |
| Canada                    | 40        |
| Europa                    | 22        |
| Finlandia                 | 26        |
| Francia                   | 70        |
| Germania                  | 11        |
| Giappone                  | 50        |
| Italia                    | 63        |
| Nuova Zelanda             | 34        |
| Regno Unito               | 109       |
| Russia                    | 26        |
| Stati Uniti               | 53        |
| Stati Uniti (alternative) | 5         |
| Stati Uniti (hard rock)   | 2         |
| Stati Uniti (rock)        | 7         |
| Svizzera                  | 16        |
| Classifica (2011)         | Posizione |
| Germania                  | 87        |
| Stati Uniti               | 107       |
| Stati Uniti (alternative) | 12        |
| Stati Uniti (hard rock)   | 3         |
| Stati Uniti (rock)        | 15        |
| Svizzera                  | 86        |

## Date di pubblicazione
| Paese         | Data              | Formato                      |
| ------------- | ----------------- | ---------------------------- |
| Australia     | 8 settembre 2010  | CD, CD+DVD download digitale |
| Austria       | 8 settembre 2010  | CD, CD+DVD download digitale |
| Belgio        | 8 settembre 2010  | CD, CD+DVD download digitale |
| Canada        | 8 settembre 2010  | CD, CD+DVD download digitale |
| Danimarca     | 8 settembre 2010  | CD, CD+DVD download digitale |
| Finlandia     | 8 settembre 2010  | CD, CD+DVD download digitale |
| Francia       | 8 settembre 2010  | CD, CD+DVD download digitale |
| Germania      | 8 settembre 2010  | CD, CD+DVD download digitale |
| Grecia        | 8 settembre 2010  | CD, CD+DVD download digitale |
| Irlanda       | 8 settembre 2010  | CD, CD+DVD download digitale |
| Italia        | 8 settembre 2010  | CD, CD+DVD download digitale |
| Lussemburgo   | 8 settembre 2010  | CD, CD+DVD download digitale |
| Messico       | 8 settembre 2010  | CD, CD+DVD download digitale |
| Norvegia      | 8 settembre 2010  | CD, CD+DVD download digitale |
| Nuova Zelanda | 8 settembre 2010  | CD, CD+DVD download digitale |
| Paesi Bassi   | 8 settembre 2010  | CD, CD+DVD download digitale |
| Portogallo    | 8 settembre 2010  | CD, CD+DVD download digitale |
| Regno Unito   | 8 settembre 2010  | CD, CD+DVD download digitale |
| Spagna        | 8 settembre 2010  | CD, CD+DVD download digitale |
| Svezia        | 8 settembre 2010  | CD, CD+DVD download digitale |
| Svizzera      | 8 settembre 2010  | CD, CD+DVD download digitale |
| Ungheria      | 9 settembre 2010  | CD, CD+DVD download digitale |
| Polonia       | 13 settembre 2010 | CD, CD+DVD download digitale |
| Brasile       | 14 settembre 2010 | CD, CD+DVD download digitale |
| Stati Uniti   | 14 settembre 2010 | CD, CD+DVD download digitale |
| Giappone      | 15 settembre 2010 | Download digitale            |
| Giappone      | 29 settembre 2010 | CD, CD+DVD                   |
| Europa        | 12 novembre 2010  | 2 LP                         |
| Giappone      | 24 novembre 2010  | Gunpla 30th Edition          |